# دايفيد هوستتلر
دايفيد هوستتلر (بالإنجليزية: David Hostetler)‏ هو نحات وفنان أمريكي، ولد في 27 ديسمبر 1926، وتوفي في 18 نوفمبر 2015.